# Hanno Brühl
Hanno Brühl (São Paulo, 19 de fevereiro de 1937 – Colônia, 5 de outubro de 2010) foi um diretor de cinema teuto-brasileiro, pai do ator espanhol Daniel Brühl.